# Norman Lewis
Pour les articles homonymes, voir Lewis.
Norman Lewis (New York, 1909 - New York, 1979) est un peintre, historien de l'art et enseignant américain.
Afro-Américain et d'origine bermudienne, il est associé à l'expressionnisme abstrait et est connu pour utiliser des stratégies de représentation pour se concentrer sur la vie urbaine noire et les luttes de sa communauté.

## Biographie

### Jeunesse et formation
Norman Wilfred Lewis naît le 23 juillet 1909 dans le quartier de Harlem à New York,. Il grandit sur la 133e rue, entre la 7e et la 8e avenue. Ses deux parents étaient originaires des Bermudes : son père Wilfred Lewis est pêcheur puis contremaître de quai et sa mère Diane Lewis est propriétaire d'une boulangerie puis employée de maison. Il a deux frères, un petit et un grand ; son frère aîné Saul Lewis deviendra violoniste, jouant plus tard de la musique de jazz avec des musiciens notables tels que Count Basie et Chick Webb,.
Lewis fréquente l'école publique n° 5, dont la population étudiante est à l'époque essentiellement blanche. Intéressé depuis très jeune à l'art, il ne l'exprime pas dans sa petite enfance en raison d'un manque de ressources et de l'ombre de son frère aîné au talent musical. Jeune homme, il commence enfin à étudier l'art en autodidacte et amasse quelques livres d'art commerciaux, s'exerçant d'abord à dessiner à partir de ceux-ci. Il est souvent frustré par le niveau de détail qu'il ne parvient pas à atteindre par rapport à l'art commercial, ignorant qu'il copie l'art à une échelle différente de celle à laquelle il a été produit. Il commence ensuite à étudier les livres d'histoire de l'art avec plus de succès. L'auto-éducation artistique lui permet de démarrer sa carrière, mais elle complique ensuite ses relations avec les enseignants et les autres élèves, et il a du mal à comprendre pleinement certaines leçons.
Résidant depuis toujours à Harlem, il voyage également beaucoup à partir de l'âge de 20 ans. Pendant trois ans, il travaille sur des cargos océaniques et, en tant que marin, il voyage en Amérique du Sud et dans les Caraïbes. À son retour de mer, il trouve un emploi de presseur de textiles et de vêtements dans l'atelier d'un tailleur et c'est là qu'il rencontre l'artiste Augusta Savage, dont le studio d'art se trouve au sous-sol de l'atelier du tailleur. Il étudie l'art avec elle au Savage Studio of Arts and Crafts à Harlem. Savage est une influence importante à ses débuts, et lui fournit un espace de studio ouvert dans son Harlem Community Art Center (en) (HCAC). Lewis est membre du 306 Group (en) en 1934, un groupe d'artistes et d'écrivains afro-américains qui discutent du rôle de l'art dans la société. Parmi les membres les plus connus figurent Augusta Savage, Romare Bearden, Ralph Ellison, Jacob Lawrence et Richard Wright, ainsi que Charles Alston, qui accueillait les réunions dans son studio,. En 1935, il est cofondateur de la Harlem Artists Guild (en), qui compte parmi ses membres Romare Bearden, Selma Burke, Beauford Delaney et Joseph Delaney (en).
Entre 1933 et 1935, il étudie au Teachers College de l'université Columbia et à l'école d'art du John Reed Clubs (en). Il participe également à la Work Projects Administration (WPA) en tant que professeur d'art à partir de 1935, aux côtés de Jackson Pollock, entre autres. L'un des lieux où il a travaillé pendant sa participation à la WPA était le HCAC.
Après la fin de la WPA en 1943, Lewis trouve un emploi d'enseignant à la nouvelle George Washington Carver School, une école communautaire pour les élèves issus de familles à faibles revenus de Harlem, où ses collègues comprenaient notamment les artistes Elizabeth Catlett et Charles White (en). De 1944 à 1949, il a enseigné l'art à la Thomas Jefferson School of Social Science.

### Carrière

#### Réalisme social et travail figuratif
Norman Lewis commence sa carrière en 1930, avec des travaux antérieurs essentiellement figuratifs et de réalisme social (en). Il peint d'abord ce qu'il voit, de Meeting Place (1930), une scène d'échange, à The Yellow Hat (1936), une peinture cubiste formelle, en passant par Dispossessed (1940), une scène d'expulsion, et Jazz Musicians (1948), une représentation visuelle de la musique bebop jouée à Harlem. Son réalisme social est peint avec « un style ouvertement figuratif, représentant des lignes de pain, des expulsions et la brutalité de la police ».
Lewis déclarera qu'il s'efforce alors d'exprimer les conflits sociaux dans son art, mais que dans ses dernières années, il se concentre davantage sur l'aspect intrinsèquement esthétique. « Le but de l'artiste doit être le développement esthétique », dit-il à l'historienne de l'art Kellie Jones, « et dans un sens universel, d'apporter à sa manière une contribution à la culture ».

#### Abstraction
À la fin des années 1940, son travail devient de plus en plus abstrait. Son engagement total dans l'expressionnisme abstrait est dû en partie à sa désillusion vis-à-vis de l'Amérique après ses expériences de guerre pendant la seconde Guerre mondiale. Il lui semble extrêmement hypocrite que l'Amérique se batte « contre un ennemi dont l'idéologie de la race dominante est reflétée chez elle par le fait que les forces armées sont ségréguées ». Constatant que l'art n'a pas le pouvoir de changer l'état politique dans lequel se trouve la société, il décide que les gens devraient développer davantage leurs compétences esthétiques, au lieu de se concentrer sur l'art politique. Tenement I (1952), Harlem Turns White (1955) et Night Walker No. 2 (1956) sont tous des exemples de son style. Twilight Sounds (1947) et Jazz Band (1948) sont des exemples de son intérêt pour la transmission de la musique.
L'une de ses peintures les plus connues, Migrating Birds (1954), a remporté le prix populaire de l'exposition internationale du Carnegie Museum of Art en 1955, le New York Herald Tribune qualifiant la peinture de « l'un des événements les plus significatifs de l'année artistique 1955 ». La signature de son style dans ces décennies comprenait des éléments idéographiques ou hiéroglyphiques répétitifs qui permettaient à Lewis d'incorporer des séquences narratives dans ses peintures.
Il s'intéresse au mouvement expressionniste abstrait et commence à assister à des réunions au Studio 35 avec The Irascibles (en), dans un loft au 35 East Eighth Street, à Manhattan. Il est le seul Afro-Américain présent et c'est lors de ces réunions qu'il rencontre David Smith, Ad Reinhardt, Mark Tobey et Richard Lippold (en). Cependant, Lewis n'adhère pas pleinement au mouvement expressionniste abstrait car « il ne favorise pas tous les artistes de la même manière », et il a du mal à trouver des collectionneurs et des musées malgré ses prix et ses expositions prestigieuses. Norman Lewis est le seul artiste afro-américain parmi la première génération d'expressionnistes abstraits, mais son travail est négligé par les marchands d'art et les galeristes blancs et afro-américains.
Au cours de ses vingt dernières années, Lewis a créé et développé son propre mélange unique d'abstraction et de figuration. Ses lignes et ses formes rythmées font désormais allusion à des figures se déplaçant à travers ses couches de couleurs. "Sans titre" (vers 1957) montre la transition de Lewis de l'abstraction pure vers cette nouvelle approche, qui mêle abstraction et figuration.

##### Groupe Spiral (1963 - 1965)
Lewis est l'un des membres fondateurs de Spiral, un groupe d'artistes et d'écrivains qui se réunit régulièrement entre 1963 et 1965, parmi lesquels Charles Alston, Romare Bearden et Hale Woodruff (en). Le groupe se réunit « pour discuter du potentiel des artistes noirs à s'engager dans les questions d'égalité raciale et de lutte dans les années 1960 à travers leur travail ». Le groupe Spiral se dissout en 1965, en raison de la discrimination dont il fait l'objet, et Lewis estime que la protestation est un meilleur moyen d'attirer l'attention et de traiter les problèmes sociaux que la peinture.
Malgré sa courte existence, Spiral a eu un impact considérable dans le monde de l'art, car il a attiré l'attention sur de nombreux problèmes d'inégalité raciale qui existaient à l'époque. Par exemple, grâce à la protestation continue de Spiral et d'autres groupes contre l'exposition controversée de 1968, « Harlem on My Mind » au Metropolitan Museum of Art, les Noirs sont devenus plus visibles dans le monde de l'art. Avant cette exposition, le Met ne présentait rien sur le quartier de Harlem, haut lieu culturel de New York. Harlem est connu pour son art et sa musique, mais cette exposition ne présentait aucune autoreprésentation du quartier et était plutôt composée de photographies qu'un photographe non-Harlémite avait prises des gens qui y vivaient.

##### Œuvres tardives
En 1969, Lewis fonde la Cinque Gallery (en) à New York avec Romare Bearden et Ernest Crichlow (en). C'est cette même année qu'il proteste devant le Metropolitan Museum of Art en raison de l'exposition très controversée « Harlem on My Mind »,.
Ses travaux ultérieurs comprennent Alabama II (1969), Part Vision (1971) et New World Acoming (1971), ainsi qu'une série intitulée Seachange réalisée dans ses dernières années.

### Dernières années
De 1965 à 1971, Norman Lewis enseigne l'art pour le programme Harlem Youth in Action. Il commence à enseigner à l'Art Students League of New York à partir de 1972, et y travaille jusqu'à sa mort en 1979.
En 1975, il épouse sa petite amie de longue date, Ouida Bramwell. Ils n'ont pas d'enfant ensemble, mais il demeure une figure paternelle pour Tarin Fuller, la fille de Bramwell.
Norman Lewis mort subitement à New York le 27 août 1979 à l'âge de 70 ans,.

## Œuvre
L'œuvre de Norman Lewis comprend des peintures, des dessins et des peintures murales. Bien qu'il ait été représenté par la Willard Gallery, sa seule représentation en galerie, et qu'il ait reçu de nombreux prix et de bonnes critiques, ses œuvres ne se sont pas vendues aussi bien que celles des autres expressionnistes abstraits avec lesquels il a exposé, comme Mark Tobey ou Mark Rothko,.
La première grande exposition de Lewis a lieu en 1934 au Metropolitan Museum of Art, où il reçoit une mention honorable pour son tableau intitulé The Wanderer (Johnny),. En 1946, il est accepté à la Marian Willard Gallery située à New York, où il présente sa première exposition individuelle trois ans plus tard. Lewis a exposé en 1951 au Museum of Modern Art et en 1958 au Whitney Museum of American Art.
La première rétrospective de l'ensemble de son œuvre a été présentée au Graduate Center de l'université de la ville de New York en 1976. L'exposition « Black Paintings, 1946-1977 » au Studio Museum in Harlem en 1998 a été consacrée à ses peintures centrées sur la couleur noire. Une autre exposition personnelle a été consacrée à Norman Lewis, « from the Harlem Renaissance to Abstraction » à la Kenkeleba Gallery de New York en 1989.
« From the Margins : Lee Krasner and Norman Lewis, 1945-1952 » en 2014 et « Procession : the Art of Norman Lewis » à la Pennsylvania Academy of Fine Arts en 2015 ont tenté de lui donner, ainsi qu'aux autres artistes noirs, le crédit pour leur implication dans le mouvement de l'expressionnisme abstrait qu'ils n'ont pas reçu de leur vivant.
Ses œuvres figurent dans de nombreuses collections publiques de musées, dont le Museum of Modern Art, le Smithsonian American Art Museum, le Metropolitan Museum of Art, l'Art Institute of Chicago le Blanton Museum of Art, le High Museum of Art et le Musée des Beaux-Arts de Boston entre autres.

## Prix et reconnaissance
Pour le Congrès de l'organisation industrielle en 1943, il a remporté un concours en concevant une affiche de secours de guerre. Lors de l'exposition internationale de Pittsburgh à l'Institut Carnegie en 1955, son tableau Migrating Birds (1953) a reçu le prix de la popularité des visiteurs.
En 1972, il reçoit une bourse de la Fondation Mark Rothko et une bourse du National Endowment for the Arts. En 1975, il reçoit une bourse Guggenheim pour la peinture.